# Dolors Montserrat
Dolors Montserrat i Montserrat (pron. catalana: duˈloz munsəˈrat; Sant Sadurní d'Anoia, 18 settembre 1973) è un avvocato e politica spagnola.
Iscritta al Partito Popolare è stata ministra della salute, dei servizi sociali e dell'uguaglianza dal 2016 al 2018 nel Governo Rajoy II. Attualmente è parlamentare europea e presidente della Commissione per le petizioni del Parlamento europeo dal 2019.

## Carriera
Nata a Barcellona nel 1973, è laureata in legge all'Universidad Abad Oliva CEU.
È entrata in politica nel Partito Popolare nel 2007 quando è stata eletta consigliera comunale di Sant Sadurní d'Anoia. Alle elezioni generali del 2008 è stata eletta per la prima volta al Congresso dei Deputati. Rieletta nel 2011 è stata vicepresidente del Congresso dei Deputati per la X legislatura (fino al gennaio 2016). Dopo le elezioni del 2016 viene nominata Ministra della sanità, dei servizi sociali e delle pari opportunità nel Governo Rajoy II. Il 29 maggio 2018 però, il Congresso dei Deputati approva una mozione di sfiducia nei suoi confronti motivata con le "carenze e negligenze" della sua gestione con 167 voti favorevoli, 133 contrari e 37 astenuti. È quindi costretta a dimettersi. Dopo le dimissioni da ministro, è nominata capogruppo del Partito Popolare al Congresso dei Deputati per lo scorcio rimanente della XII legislatura fino al 2019.
Alle elezioni europee del 2019 viene candidata come capolista del Partito Popolare e viene eletta al Parlamento europeo, divenendo capodelegazione del PP al Parlamento europeo e presidente della commissione per le petizioni per la IX legislatura.